# ならず者の婿殿
『ならず者の婿殿』（ならずもののむこどの、原題：Gharana Mogudu）は、1992年に公開されたインドのアクション映画。K・ラーガヴェンドラ・ラーウが監督を務め、チランジーヴィ、ナグマが出演している。1986年公開の『Anuraga Aralithu』のリメイク作品。テルグ語映画として初めて1億ルピーの興行収入を記録した。

## キャスト
- ラージュ - チランジーヴィ
- ウマ・デヴィ - ナグマ
- バヴァニ - ヴァーニー・ヴィシュワナート（英語版）
- バピニードゥ - ラオ・ゴーパール・ラオ（英語版）
- ランガナヤカル - カイカラ・サティヤナーラーヤナ（英語版）
- アッパンナ - ブラフマーナンダム
- ランガナヤカルの息子 - シャラット・サクセナ（英語版）
- ウマの使用人 - ラーマ・プラバ（英語版）
- ラージュの母 - シューバ（英語版）
- サランガパニ - アフティ・プラサード（英語版）
- ヴィーライアー - ポンナンバラン（英語版）
- バヴァニの父 - サクシ・ランガ・ラオ（英語版）
- チャラパティ - タマレッディ・チャラパティ・ラオ（英語版）
- ナラヤナ - P・L・ナーラーヤナ
- 「Bangaru Kodi Petta」シーン登場 - ディスコ・シャンティ（英語版）（アイテム・ナンバー）

## 評価

### 興行収入
公開初週に1350万ルピーの収益を上げ、56劇場で100日間、3劇場で175日間、ハイデラバードで183日間の公開日数を記録した。

### 受賞・ノミネート
| 映画賞                                  | 授賞日         | 部門       | 対象               | 結果       | 出典  |
| --------------------------------------- | -------------- | ---------- | ------------------ | ---------- | ----- |
| 第40回フィルムフェア賞 南インド映画部門 | 1993年10月13日 | 作品賞     | 『ならず者の婿殿』 | 受賞       | [ 8 ] |
| 第40回フィルムフェア賞 南インド映画部門 | 1993年10月13日 | 主演男優賞 | チランジーヴィ     | ノミネート | [ 8 ] |
| 第40回フィルムフェア賞 南インド映画部門 | 1993年10月13日 | 主演女優賞 | ナグマ             | ノミネート | [ 8 ] |